# Alismatales
Alismatales é uma ordem que contém os alismatídeos, um grupo de plantas monocotiledóneas (classe Liliopsida). A ordem contém cerca de 165 géneros em 14 famílias, com distribuição cosmopolita. A maior parte das famílias fazem parte do grupo das plantas herbáceas] não suculentas. São plantas geralmente ligadas a ambientes aquáticos. As flores estão geralmente unidas em inflorescências e as sementes não contêm endosperma.
Tradicionalmente, a ordem restringia-se a três famílias (Alismataceae, Butomaceae e Limnocharitaceae). As outras famílias não eram consideradas alismatídeas, pertencendo, por isso, a várias ordens distintas, o que teve como resultado a criação de grupos polifiléticos.
As Petrosaviaceae já pertenceram a esta ordem, mas actualmente existem dúvidas quanto à sua afinidade. Os alismatídeos já eram considerados um grupo aproximado das Arales que, na sua constituição aceite actualmente, estão incluídas aqui (das antigas famílias, apenas as araceae). Em resultado desta fusão, as Araceae tornaram-se a família mais importante da ordem, englobando mais de 2000 espécies em 100 géneros. Todas as outras famílias, no seu conjunto, perfazem 500 espécies.
Alismatales contém muitas famílias adaptadas aos habitats marinhos. As plantas de habitats marinhos aparentemente evoluíram muitas vezes de forma independente na ordem, uma vez dentro de Hydrocharitaceae e mais de duas vezes nas famílias de ervas marinhas Zosteraceae, Cymodoceaceae, Ruppiaceae e Posidoniaceae (Les et al. 1997a9). Até que uma análise filogenética em nível de gênero seja concluída, não é possível saber quantas vezes ocorreu a adaptação às condições marinhas. No entanto, as Erva marinha estão confinadas a esta ordem. Devido às suas folhas mais ou menos lineares, parecem semelhantes às gramíneas terrestres, mas não estão intimamente relacionadas com elas.
O sistema de classificação de Cronquist, de 1981, colocava esta ordem na subclasse Alismatidae da classe Liliopsida, segundo a seguinte circunscrição:
- ordem Alismatales
família Alismataceae
família Butomaceae
família Limnocharitaceae

Esta subclasse Alismatidae era semelhante em conteúdo à ordem Alismatales do sistema APG, não incluindo a família Araceae.
O sistema de Dahlgreen colocava esta ordem na super-ordem Alismatanae, in subclasse Liliidae, classe Magnoliopsida, segundo a seguinte circunscrição:
- ordem Alismatales
família Alismataceae
família Aponogetonaceae
família Butomaceae
família Hydrocharitaceae
família Limnocharitaceae

Esta super-ordem Alismatanae era semelhante em conteúdo à ordem Alismatales do sistema APG, não incluindo a família Araceae.
O sistema de Wettstein (última versão em 1935) e o sistema de Engler (1964), usavam o nome Helobiae para esta ordem